# 록웰-MBB X-31
X-31은 미국의 록웰 사와 독일의 매서슈미트-뵐코프-블롬 사의 합작 프로그램으로, 전투기의 추력 편향 기술을 시험하여 향상된 조종성을 얻기 위해 만들어졌다. 추력 편향은 X-31이 항공기 앞부분(nose)과 다른 방향으로 날아 기존의 전투기보다 특별한 조종성을 얻기 위한 것이다. 향상된 사격 통제 장치는 기존의 전투기들이라면 실속할 높은 영각을 제공한다.

## 같이 보기
- 청두 J-10
- IAI 라비